# Елам (Біблія)
Елам — імена декількох осіб у Біблії.
- Елам — син Сима, онук Ноя. За Таблицею народів[1] Елам разом з Лудом, Ашшуром, Арпахшадом та Арамом були синами Сима.
- Елам — син Шашака, із Племені Веніямина[2]
- Елам — син Мешелемії, потомок синів Асафа[3]
- Елам — дві особи, праотці сімей, що повернулися з Зоровавелем із вавилонської неволі (Ез 2:7, Ез 2:31, Ез 8:7, Не 7:12, Не 7:34)
- Елам — левіт, що брав участь в освяченні відновлених стін Єрусалиму[4]